# 小行星4643
小行星4643（4643 Cisneros）是一颗绕太阳运转的小行星，为主小行星带小行星。该小行星于1990年8月23日发现。

## 轨道参数
小行星4643的轨道半长轴为2.3632338 UA，离心率为0.199。